# Pandanus majungensis
Pandanus majungensis är en enhjärtbladig växtart som beskrevs av Huynh. Pandanus majungensis ingår i släktet Pandanus och familjen Pandanaceae.
Artens utbredningsområde är Madagaskar. Inga underarter finns listade.